# Lucy-le-Bois
Lucy-le-Bois é uma comuna francesa na região administrativa de Borgonha-Franco-Condado, no departamento de Yonne. Estende-se por uma área de 10,5 km². Em 2010 a comuna tinha 309 habitantes (densidade: 29,4 hab./km²).